# 兵庫県歯科医師会
一般社団法人兵庫県歯科医師会（ひょうごけんしかいしかい 英称 Hyogo Dental Association）は、兵庫県の歯科医師を会員とする法人。

## 本部所在地
- 〒650-0003 兵庫県神戸市中央区山本通5丁目7番18号

## 郡市歯科医師会
- 東灘区歯科医師会
- 灘区歯科医師会
- 中央区歯科医師会
- 兵庫区歯科医師会
- 長田区歯科医師会
- 須磨区歯科医師会
- 垂水区歯科医師会
- 北区歯科医師会
- 西区歯科医師会
- 尼崎市歯科医師会
- 西宮市歯科医師会
- 伊丹市歯科医師会
- 川西市歯科医師会
- 三田市歯科医師会
- 宝塚市歯科医師会
- 芦屋市歯科医師会
- 明石市歯科医師会
- 三木市歯科医師会
- 小野加東歯科医師会
- 西脇市・多可郡歯科医師会
- 加西市歯科医師会
- 播磨歯科医師会
- 姫路市歯科医師会
- 神崎郡歯科医師会
- 揖龍歯科医師会
- 宍粟市歯科医師会
- 相生･赤穂市郡歯科医師会
- 佐用郡歯科医師会
- 篠山市歯科医師会
- 丹波市歯科医師会
- 南但歯科医師会
- 豊岡市歯科医師会
- 美方郡歯科医師会
- 洲本市歯科医師会
- 淡路市歯科医師会
- 南あわじ市歯科医師会